# Gilius Thunderhead
Gilius Thunderhead (ギリウス＝サンダーヘッド) es un personaje ficticio perteneciente a la Saga Golden Axe.

## Historia personal
Gilius Thunderhead, enano que habita en el reino de Yuria junto a su pueblo, quiere vengar la muerte de su hermano, asesinado por la fuerza de Death Adder.
Tras vengar la muerte de su hermano, se une a la lucha contra Dark Guild en Golden Axe II. En Golden Axe III, se convierte en el narrador de la nueva aventura, ya que está impedido para poder luchar. No obstante, cuando Death Adder logra resucitar en Golden Axe: The revenge of Death Adder, vuelve a ser un personaje principal y se convierte en el maestro de Goah, dejándole su lugar en la batalla. Gilius sacrificara su vida para poder derrotar para siempre a Death Adder.
Su bisnieto, Gilius Rockhead, aparece en el videojuego Golden Axe: The Duel

## Características físicas, mágicas y armamento
Es un enano de pelo y barba canosa que viste un uniforme verde, un casco con cuernos y un gran hacha (en el original era dorada y se creía que daba nombre al videojuego, pero segun la historia del mismo, el GOLDEN AXE estaba en ese momento en posesión de DEATH= ADDER). Su magia es la más débil del juego, pero solo necesita cuatro pociones para rellenarla. Su poder es la magia rayo o eléctrica. No obstante, es el mejor en la fuerza física. Es el personaje favorito de los jugadores experimentados, tanto por la potencia física de su hacha como por su gran resistencia. En la segunda parte de la saga, se le añade a su indumentaria unas muñequeras con pinchos de color negro.

## Apariciones
- Golden Axe
- Shining in the Darkness
- Golden Axe II
- Golden Axe: The Revenge of Death Adder
- Alien Storm: Se encuentran en una de las pantallas de las televisiones que aparecen en dicho juego, junto al logo de Golden Axe. Es también parte del jurado que califica al jugador al terminar la partida.
- Golden Axe III
- Golden Axe: The Duel
- Golden Axe: Beast Rider
- Sega Superstars Tennis: Es uno de los personajes que puedes elegir.
- Sonic & All-Stars Racing Transformed: Personaje desbloqueable.
- Sega Hard Girls (anime): Personaje recurrente "comic relief".